# سپاه حفاظت و امنیت هسته‌ای
سپاه حفاظت و امنیت هسته‌ای سیستم حفاظتی تأسیسات هسته‌ای ایران زیرمجموعه سپاه پاسداران انقلاب اسلامی است. سپاه هسته‌ای جدیدترین مجموعه سپاه  پاسداران بعد از نیروی‌های زمینی، دریایی، هوافضا و قدس است.
سپاه هسته‌ای پس از حادثه نطنز که به دلیل ناهماهنگی بین لایه‌های امنیت ایران رخ داد تشکیل شده‌است. حفاظت داخلی تأسیسات هسته‌ای ایران برعهده حفاظت سازمان انرژی اتمی، محافظت بیرون آنها بر عهده سازمان پدافند غیر عامل کشور و مسئول پدافند هوایی این مراکز را نیروی هوافضای سپاه بر عهده دارند. همچنین سازمان انرژی اتمی یک قرارگاه دفاع سایبری هم دارد.